# Fistularia commersonii
Fistularia commersonii är en fiskart som beskrevs av Rüppell, 1838. Fistularia commersonii ingår i släktet Fistularia och familjen Fistulariidae. Inga underarter finns listade i Catalogue of Life.